# Коффи, Мохамед
Мохаме́д Коффи́ (фр. Mohamed Koffi; род. 30 декабря, 1986 года, Абиджан, Кот-д'Ивуар) — буркинийский футболист ивуарийского происхождения, полузащитник и защитник египетского клуба «Смуха».

## Клубная карьера
Коффи — воспитанник клуба «Эколь де Футбол». До 2004 года играл в Кот-д’Ивуаре. В 2004 году перешёл в катарский клуб «Аль-Мархия», за который провёл 19 матчей и забил 13 мячей. По некоторым данным, в сезоне 2005/06 играл в дубле марсельского «Олимпика». В 2006 году перешёл в египетский клуб «Петроджет», за который играл на протяжении 7 лет. В 2014 году перебрался в иракский клуб «Дахук». 4 апреля в матче против «Аль-Масафи» забил первый гол за «Дахук». В 2014 году перешёл в «Замалек». 28 мая 2015 года в матче против клуба «Эль-Шорта» забил первый гол за «Замалек». В составе каирского клуба стал победителем чемпионата Египта, а также обладателем кубка Египта.

## Международная карьера
15 ноября 2006 года в товарищеском матче против сборной Алжира дебютировал за сборную Буркина-Фасо, в этом же матче забил первый гол за сборную. В составе сборной стал серебряным призёром на кубке африканских наций 2013. На турнире играл против сборных Нигерии, Замбии, Эфиопии, Того и Ганы. Является участником 4 Кубков африканских наций.